# Mundo alas
Mundo alas es un documental audiovisual argentino basado en una gira musical realizada entre 2007 y 2008 por León Gieco junto a un grupo de jóvenes artistas con capacidades diferentes por diferentes provincias de la Argentina. La película combina la música, el canto, la danza y la pintura, junto al relato de las historias de vida de los protagonistas.
El nombre Mundo alas se origina en el recital «Salón Blanco diferente», el 25 de agosto de 2006, en la Casa Rosada, donde los artistas colocaron un cartel con la frase «Pies, ¿para qué los quiero si tengo alas para volar?» de Frida Kahlo. Mundo alas fue la denominación dada a la gira que realizaron por el país y al disco grabado en 2009, editado por la compañía discográfica EMI.

## Presentaciones
En agosto de 2009 fue presentada en Uruguay en centros culturales y en la intendencia de Montevideo.
En diciembre de 2009 participó (fuera de concurso) en el Festival Internacional del Nuevo Cine Latinoamericano, en La Habana, Cuba.
En agosto de 2010 la película se proyectó en Estados Unidos, en el teatro Tower de Miami, en la sala AMC Empire 25 en Nueva York y en el cine Laemmle Sunset 5 en Hollywood, Los Ángeles.
En enero de 2012 se presentó en el Cinemark del Alto Las Condes, en Santiago de Chile.
El 11 de julio de 2013 se estrenó en el cine MegaCenter de La Paz, Bolivia.

## Elenco
- León Gieco

Artistas de Mundo alas
- Carina Spina (voz)
- Francisco «Pancho» Chévez (composición, armónica y voz)
- Alejandro Davio (composición, guitarra y voz)
- Maxi Lemos (voz)
- Carlos Sosa (pintura)
- Antonella Semaán (pintura)
- Rosita Boquete (video)
- Carlos Mello (periodista)
- Raúl Romero (presentador)
- Beto Zacarías (mánager y asistente personal de Pancho Chévez)

Grupo Alma
- Demián Ariel Frontera
- Juan Pablo Pérez
- Stellita Caballero
- María Laura Vicente
- Sandra González Neri

Compañía de Tango Danza AMAR
- Karina Amado
- Nidia Scalzo
- Lucrecia Pereyra Mazzara
- Javier Trunzo
- Eduardo Spasaro

## Músicos
Banda de Pancho Chévez
- Marcelo Donadello: teclados y coros
- Matías Bresciani: bajo eléctrico
- Mauricio Avalle: guitarra eléctrica
- Gastón Hermier: guitarra rítmica y coros
- Pablo Rodríguez: batería y percusión

Guitarrista (Carina Spina)
- Ariel Burgos

Banda de León Gieco
- Luis Gurevich: piano, acordeón y coros
- Marcelo García: batería y percusión
- Kubero Díaz: guitarras eléctricas
- Dragón Moglia: guitarras eléctricas y coros
- Aníbal Forcada: bajo y coros

## Premios y reconocimientos
- 2010. Cóndor de Plata al mejor documental, otorgado por la Asociación de Cronistas Cinematográficos de la Argentina (ACCA).[7]
- 2009. Premio Valor Visual al mejor documental, en el Festival de Cine de Pamplona, España.[8]
- 2009. Premio al mejor documental en el XII Toronto Hispano-American Film Festival, Toronto, Canadá.[9]
- 2009. Premio del público en el Festival EDOC (Encuentro de otros Documentales) realizado en Quito, Ecuador.[10]
- 2009. Primer premio del público en el Festival Internacional Documental Docupolis, en Barcelona, España.
- 2009. Primer premio del público en la XII Muestra de Cine Nacional Lucas Demare, en Olavarría, Buenos Aires.
- 2009. Premio Sur a la mejor película documental otorgado por la Academia de las Artes y Ciencias Cinematográficas de la Argentina.
- 2009. Medalla al mérito otorgada por el Indie Fest, realizado en el barrio La Jolla de San Diego, California, Estados Unidos.
- 2009. Premio Clarín en la categoría mejor documental.[11]
- 2009. Mención especial en los Premios CILSA al Compromiso Social.[12]
- 2009. Invitada Especial de la Apertura del Festival Miradas.doc realizado en la ciudad de Tenerife, España.[9]
- 2009. Seleccionada como película de apertura del IX Festival Miradas Doc de Tenerife, España.